# Frei Otto
Frei Paul Otto (Siegmar, atual bairro de Chemnitz, 31 de maio de 1925 – Warmbronn, bairro de Leonberg, 9 de março de 2015) foi um arquiteto alemão. É considerado com Buckminster Fuller e Santiago Calatrava como um dos principais responsáveis pela arquitetura biomorfa (arquitetura orgânica). Depois de Gottfried Böhm foi o segundo alemão a receber o Prêmio Pritzker, o mais significativo prêmio mundial de arquitetura.

## Carreira

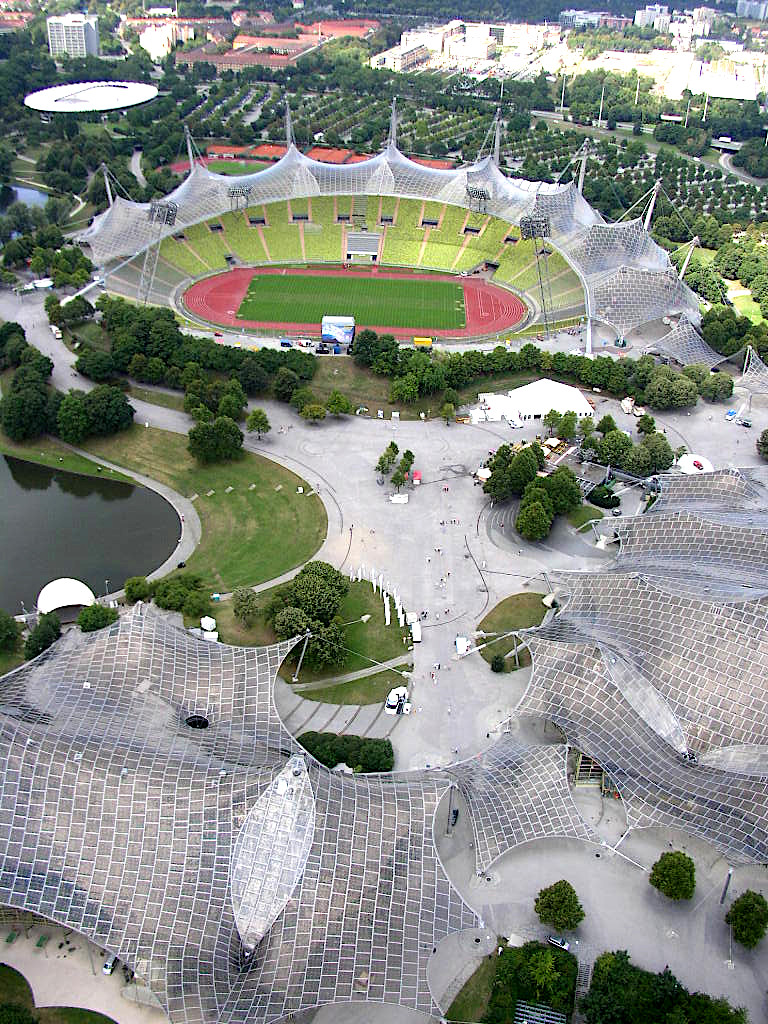
Estádio Olímpico de Munique de 1972

Ele iniciou um consultório privado na Alemanha em 1952. Obteve um doutorado em construções tensionadas em 1954. Seu pavilhão musical de rede de cabos em forma de sela na Bundesgartenschau (Exposição Federal de Jardins) em Kassel em 1955 trouxe-lhe sua primeira atenção significativa.
Otto especializou-se em estruturas tênseis e de membrana leves, e foi pioneiro em avanços na matemática estrutural e engenharia civil. Em 1958, Otto lecionou na Escola Sam Fox de Design e Artes Visuais da Universidade Washington em St. Louis, onde conheceu Buckminster Fuller. Otto fundou o Instituto de Estruturas Leves na universidade de Stuttgart em 1964 e dirigiu o instituto até sua aposentadoria como professor universitário. Principais obras incluem o Pavilhão da Alemanha Ocidental na Exposição de Montreal em 1967 e a cobertura da Arena Olímpica de Munique de 1972. Ele lecionou em todo o mundo e ensinou na Escola de Arquitetura da Associação Arquitetônica, onde também projetou alguns dos edifícios de instalações de pesquisa do campus florestal da escola no Hooke Park.
Até sua morte, Otto permaneceu ativo como arquiteto e engenheiro, e como consultor de seu protegido Mahmoud Bodo Rasch para vários projetos no Oriente Médio. Um de seus projetos mais recentes foi seu trabalho com Shigeru Ban no Pavilhão Japonês na Expo 2000 com uma estrutura de telhado feita inteiramente de papel, e junto com a SL Rasch GmbH Special and Lightweight Structures ele projetou um telhado conversível para o Pavilhão Venezuelano. Em um esforço para criar um memorial aos Ataques de 11 de setembro e suas vítimas já em 2002, Otto imaginou as duas pegadas dos edifícios do World Trade Center cobertas com água e cercadas por árvores; seu plano inclui um mapa-múndi incorporado no parque com países em guerra marcados com luzes e um painel continuamente atualizado anunciando o número de pessoas mortas em guerra a partir de 11 de setembro de 2001.
A pedido de Christoph Ingenhoven, Otto foi consultor para construção especial para o projeto dos "Olhos de luz" para o Stuttgart 21. – claraboias em forma de gota no parque, que descem sobre os trilhos para sustentar o teto. Otto observou em 2010 que a construção deveria ser interrompida devido à geologia difícil.

Otto morreu em 9 de março de 2015; ele seria anunciado publicamente como vencedor do Prêmio Pritzker de 2015 em 23 de março, mas sua morte fez com que o comitê anunciasse seu prêmio em 10 de março. O próprio Otto havia sido informado anteriormente de que havia ganhado o prêmio pela diretora executiva do Prêmio Pritzker, Martha Thorne. Foi relatado que ele disse: "Nunca fiz nada para ganhar este prêmio. Ganhar prêmios não é o objetivo da minha vida. Tento ajudar pessoas pobres, mas o que devo dizer aqui — estou muito feliz."

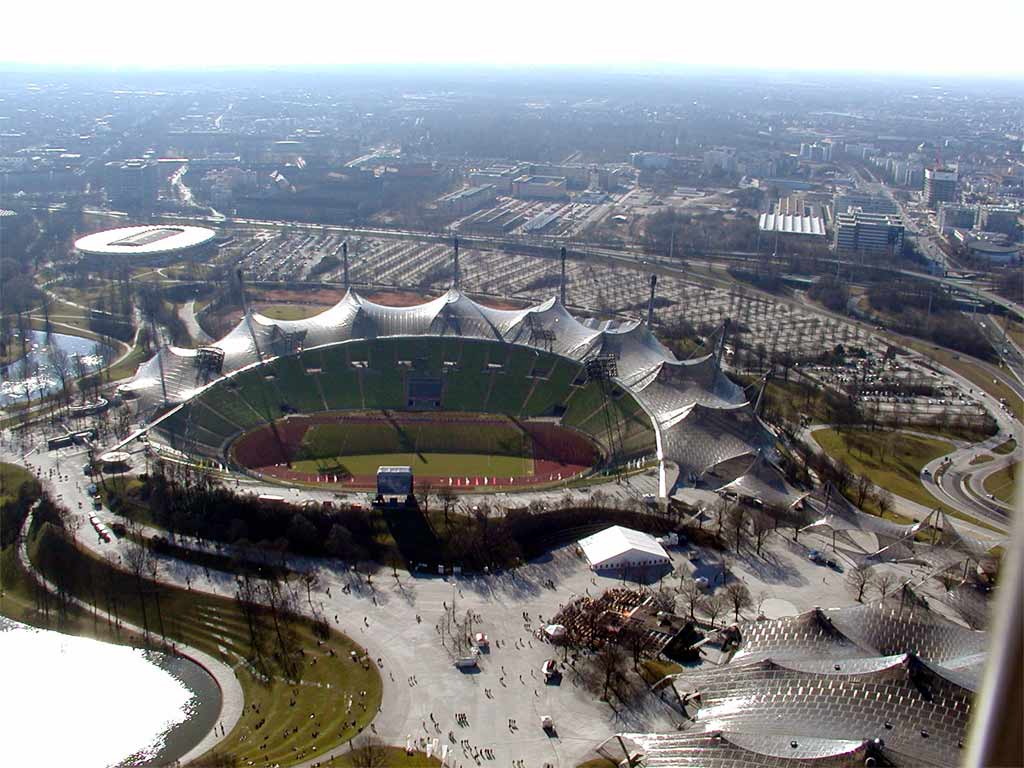
Estádio Olímpico de Munique

## Monografias
- Otto, Frei (Ed.): Zugbeanspruchte Konstruktionen. Gestalt, Struktur und Berechnung von Bauten aus Seilen, Netzen und Membranen. Ullstein, Frankfurt, Berlin.
1962: Bd. 1: Pneumatische Konstruktionen von Frei Otto. Berechnung der Membranen von Rudolf Trostel. Zugverankerungen im Baugrund von Frei Otto.
1966: Bd. 2: Grundbegriffe und Übersicht der zugbeanspruchten Konstruktionen.
- Otto, Frei: Natuerliche Konstruktionen. Formen und Konstruktionen in Natur und Technik und Prozesse ihrer Entstehung. DVA, Stuttgart 1982.
- über Baubionik
- Schriften und Reden 1951 - 1983. Frei Otto. Hrsg. von Berthold Burkhardt. Vieweg, Braunschweig 1984, ISBN 3-528-08687-4, Auszüge in Google Bücher.
- Leicht. Eine Arbeit des Teilprojektes C1 „Entstehungsprozesse von Objekten in Natur und Technik“ im Sonderforschungsbereich 230 „Natürliche Konstruktionen“. Text und Skizzen von Frei Otto. Univ. Stuttgart, Sonderforschungsbereich 230, 1985.
- Bach, Klaus: Seifenblasen. Eine Forschungsarbeit des Instituts für Leichte Flächentragwerke über Minimalflächen = Forming bubbles. Hrsg. von Frei Otto. Krämer, Stuttgart 1988, 400 S., zahlr. Ill. Mittlg. des Inst. für leichte Flächentragwerke, ISBN 3-7828-2018-5
- Otto, Frei: Gestaltwerdung. Zur Formentstehung in Natur, Technik und Baukunst. Müller, Köln 1988.
- Otto, Frei: Das hängende Dach. Gestalt und Struktur. Mit Nachworten von Frei Otto, Rainer Graefe und Christian Schädlich. DVA, Stuttgart 1990. (Nachdruck der 1954 im Bauwelt-Verlag erschienenen Dissertation – erste zusammenfassende Darstellung zugbeanspruchter Flächentragwerke)[12]
- Dunkelberg, Klaus: Bambus – Bauen mit pflanzlichen Stäben. Bamboo. Dt.-Engl. Hrsg. von Frei Otto. Krämer, Stuttgart 1996, ISBN 3-7828-2031-2. (= Mitteilungen des Instituts für leichte Flächentragwerke der Universität Stuttgart, 31.)

## Honrarias e condecorações
- 2005: Medalha de Ouro do RIBA
- 2006: Praemium Imperiale de arquitetura
- 2015: Prêmio Pritzker[1][2]

## Filmes
- Frei Otto. Von Seifenblasen und Zelten. Dokumentarfilm, Deutschland, 2005, 60 Min., Buch und Regie: Louis Saul, Produktion: SWR, arte,  Erstausstrahlung: arte, 22. April 2005, Produktion: megaherz, SWR, arte, Inhaltsangabe von megaherz.
- Bauen wie die Natur - Frei Otto und das Münchener Olympiadach. Dokumentarfilm, Deutschland, 2003, 14:40 Min., Buch: Magdalena Heinrichs,  Regie: Karin Atzenbeck, Produktion: Inter / Aktion, BR-alpha, MDR, WDR, SWR, Deutsche Welle, Reihe: Meilensteine der Naturwissenschaft und Technik, Inhaltsangabe von Planet Schule.